# GIAT CN120-26/52坦克炮
GIAT CN120-26/52（120為口徑，52為倍徑）是一門由法国EFAB工業所研製、法國陸軍武器工業集團（GIAT）以至現在的奈克斯特系統公司所生產的單管52倍徑滑膛式坦克炮，旨在裝備於超過45噸的坦克，發射120×570毫米北約口徑整裝式套管裝藥炮彈。

## 描述
GIAT CN120-26/52是AMX-56「勒克萊爾」主戰坦克所搭載的主炮。炮膛平滑並且鍍铬。炮體上裝有隔熱套筒和自動排煙系統，使用「勒克萊爾」以內的壓縮空氣將煙霧排出車外，因而無需在砲管上裝上排煙器。儘管如此，阿聯酋的「勒克萊爾」因熱帶化環境而使用壓縮空氣系統藉由隔熱套筒吹入膛室，而非法國型號以上所使用的超壓系統。
GIAT CN120-26/52為52倍徑，長度比44倍徑，直到1990年代早期起更新型的德國和英國戰車皆採用55倍徑主砲以前，其炮管比與同代其他滑膛式戰車炮更長，也更有威力。
GIAT CN120既可以發射北約標準彈藥，亦可與其他北約120毫米戰車，如德國豹2型坦克和美國M1艾布蘭共用彈藥，但是實際上配發的只有法國國產彈藥。其最典型的反坦克彈藥是：
- LKE1脫殼动能飛鏢彈（Obus flèche，OFL），為尾翼穩定脫殼穿甲彈（APFSDS），與德國共同開發（德國方面命名為DM43），它發射時的初速達到1,790米／秒。
- 锥形装药高爆彈（Obus Explosif à Charge Creuse，OECC），為高爆反坦克彈（HEAT），它發射時的初速達到1,100米／秒。

該坦克炮是由一台特殊設計的機械化裝彈機所供彈，以減少一名裝彈手的配置。與其他戰車先有炮塔再放入裝彈機的設計不同的是，其設計上是先有自動裝彈機再圍着它建造炮塔，因此減少了很多問題。裝彈機每分鐘可裝填12發，而機器以內可搭載22發；但缺點是與其他裝彈機一樣不能在一輪射擊中更換彈種。

## 法國配用彈藥
| 命名          | 類型                     | 彈藥重量 | 彈頭重量                   | 炮口初速    | 貫穿力                                | 推出年份   | 其他資料 |
| ------------- | ------------------------ | -------- | -------------------------- | ----------- | ------------------------------------- | ---------- | --- |
| OFL 120 G1    | 尾翼穩定脫殼穿甲彈穿甲彈 | 18.7公斤 | 6.3公斤 3.8公斤（穿甲彈）  | 1,650米／秒 | 在2,000米處貫穿500毫米軋壓均質裝甲    | 1980年代   | 將105×617毫米OFL 105 F1箭頭彈的鎢箭頭重新裝入120毫米套管，增加粉末的質量。                                                                                          |
| OFL120 F1     | 尾翼穩定脫殼穿甲彈       | 20.5公斤 | 7.3公斤 4公斤（穿甲彈）    | 1,790米／秒 | 在2,000米處貫穿600毫米軋壓均質裝甲    | 1994年     | 與德國分別以LKE1／DM43的名義共同研發的钨棒製彈頭。 |
| 120 OFLE F1B  | 尾翼穩定脫殼穿甲彈       | 19.6公斤 | 7.3公斤 4公斤（穿甲彈）    | 1,790米／秒 | N/A                                   | 2011年     | 由鎢棒製成的穿甲彈。 |
| OFL 120 F2    | 尾翼穩定脫殼穿甲彈       | 20.5公斤 | 7.78公斤 4.5公斤（穿甲彈） | 1,740米／秒 | 在2,000米處貫穿690毫米軋壓均質裝甲    | 1996年     | 由貧鈾棒製成的穿甲彈。 |
| 120 OFLE F2   | 尾翼穩定脫殼穿甲彈       | N/A      | N/A                        | N/A         | N/A                                   | 2013年     | 2008至2009年的彈藥符合規格，2011至2012年生產的比以前厚。 |
| OFLEX         | 訓練彈                   | 18公斤   | 6公斤                      | 1,750米／秒 | N/A                                   | N/A        | 模擬穿甲彈，其錐形尾翼限制其射程。 |
| 120 OFL X G   | 訓練彈                   | 18公斤   | 6.1公斤                    | N/A         | N/A                                   | 2011年     | 模擬穿甲彈，其錐形尾翼限制其射程。 |
| OECC F1       | 锥形装药榴彈             | 24.3公斤 | 14.3公斤                   | 1,100米／秒 | 在任何距離貫穿少於600毫米軋壓均質裝甲 | 1980年代   | 多用途彈藥，彈名為锥形装药高爆彈（Obus Explosif à Charge Creuse）的縮寫。                                                                                           |
| BSCC F1       | 訓練彈                   | 24.3公斤 | 14.4公斤                   | 1,100米／秒 | N/A                                   | N/A        | 無爆烈物的惰性彈藥。 |
| BSCC F1A      | 訓練彈                   | 24.3公斤 | 14.4公斤                   | 1,100米／秒 | N/A                                   | 2011年     | 無爆烈物的惰性彈藥。 |
| OE F1         | 高爆彈                   | 25.5公斤 | 15.5公斤                   | 1,050米／秒 | N/A                                   | 2005年     | 無投入正式服役。 |
| 120 EXPL F1   | 高爆彈                   | 27公斤   | 16.8公斤                   | 1,000米／秒 | N/A                                   | 2011年     | 3公斤炸藥。配備可編程火箭的炮射導彈。戰鬥射程4公里。 |
| OEFC 120 F1   | 葡萄彈                   | N/A      | N/A                        | 1,410米／秒 | N/A                                   | 2013年     | 發射1,100顆高速鎢球，射程高達400公尺，彈名為受導效應彈（Obus à EFfets Canalisés）的縮寫。                                                                           |
| 120毫米HE M3M | 多用途榴彈               | 28公斤   | 18公斤                     | m/s}}       | N/A                                   | 2016年研發 | 為三模式彈藥的縮寫。三種可用的觸發模式：撞擊觸發模式、延遲啟動模式（在貫穿建築物或装甲後再引爆以達到反基礎效果）或空中爆炸模式（在飛行目標周圍爆炸）戰鬥射程4公里。 |

## 使用國

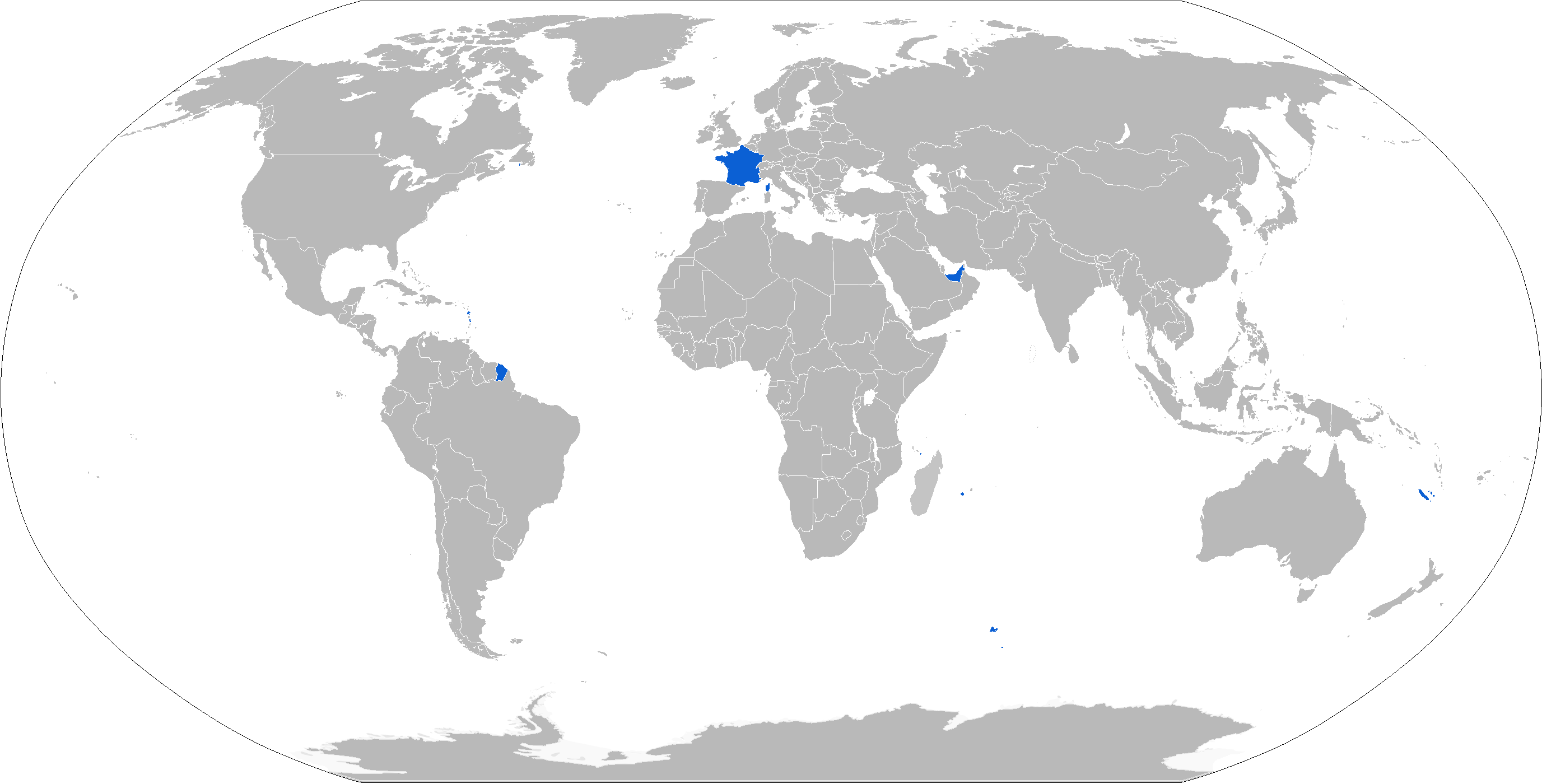
藍色為CN120-26的使用國。

### 現在的使用國
- 法國
- 阿联酋

## 圖集

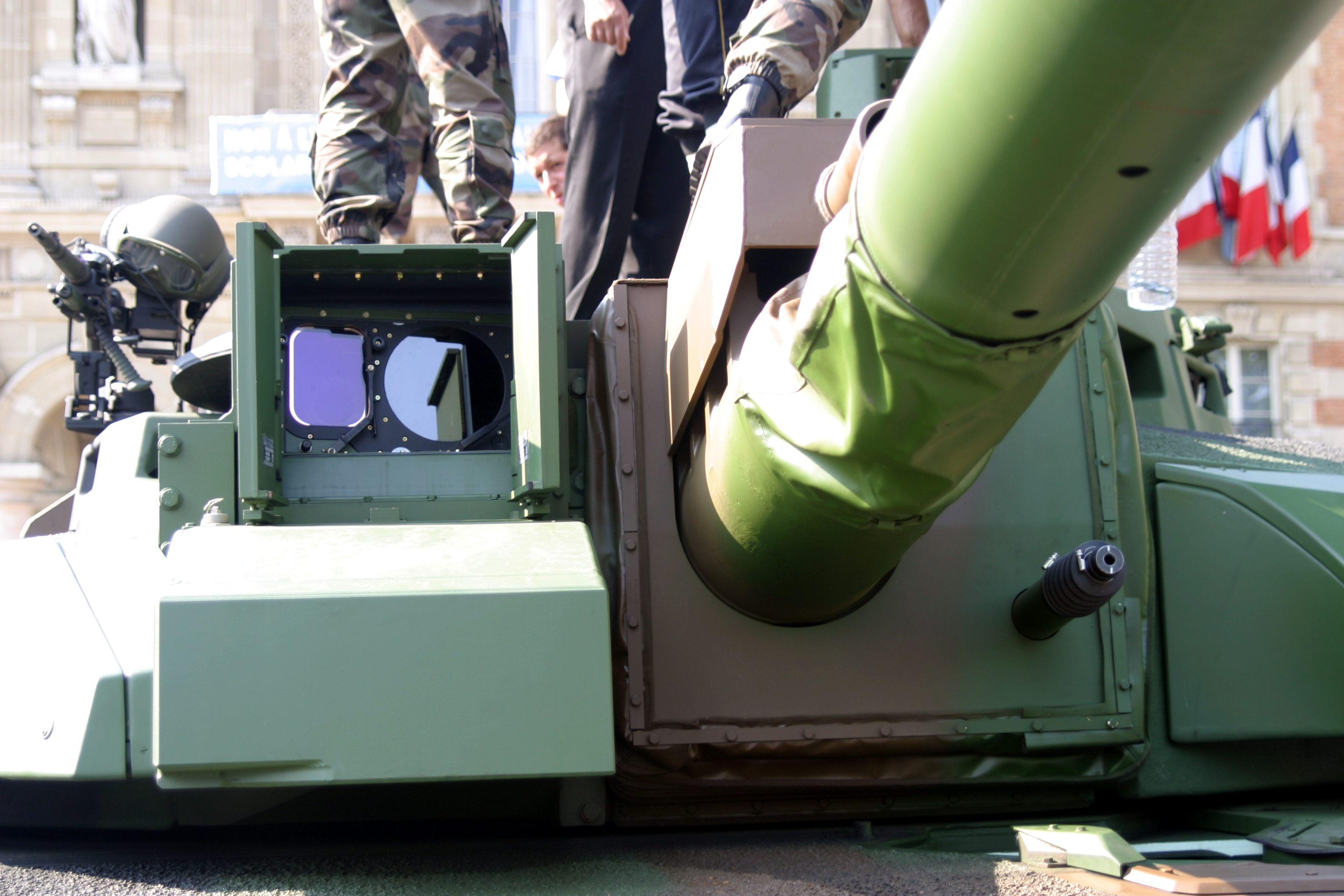
AMX-56「勒克萊爾」主戰坦克上的炮塔

### 年代、功能、性能相近的其他火砲
- 皇家兵工廠L30：英國研製的120毫米線膛型坦克炮
- 萊茵金屬120毫米坦克炮（Rh-120）：德國研製的120毫米坦克炮，美軍命名為M256
- RUAG L50 120毫米緊湊型坦克炮：瑞士研製的120毫米坦克炮
- IMI 120毫米坦克炮：以色列研製的120毫米坦克炮
- 2A46坦克炮（D-81T）：蘇聯研製的125毫米坦克炮
- KBA-3：烏克蘭的2A46坦克炮衍生型
- ZPT-98坦克炮：中國的2A46M坦克炮彷製型

### 法國前代的武器
- CN-105-57坦克炮
- CN-105-F1坦克炮（英语：105 mm Modèle F1）

## 資料來源
1. ↑  .   [2018-03-16]. （原始内容存档于2018-07-03）.
2. ↑  CHAR LECLERC de la Guerre Froide aux conflits de demain, Marc Chassillan
3. ↑  Gelbart, Marsh. . Brassey's UK Ltd. 1996: pp.28–29. ISBN 185753168X.
4. ↑  除非另有說明，本文的這部分來自mainbattletanks.czweb.org當中的Francouzská tanková protitanková munice s kinetickým účinkem （页面存档备份，存于）
5. ↑  根據Long Rod Penetrators （页面存档备份，存于）上提供的Lanz-Odermatt等式估算
6. 1 2 3  Frédéric Florek, « Un point sur les munitions du char Leclerc », Cavalerie, la revue d'informations des cavaliers, février 2016 (Cavalerie 02-2016.pdf lire en ligne ［archive］).
7. ↑  « 120 mm HE M3M » ［archive］ （页面存档备份，存于）, 2014 (consulté le 4 mai 2016).